# Tartaria

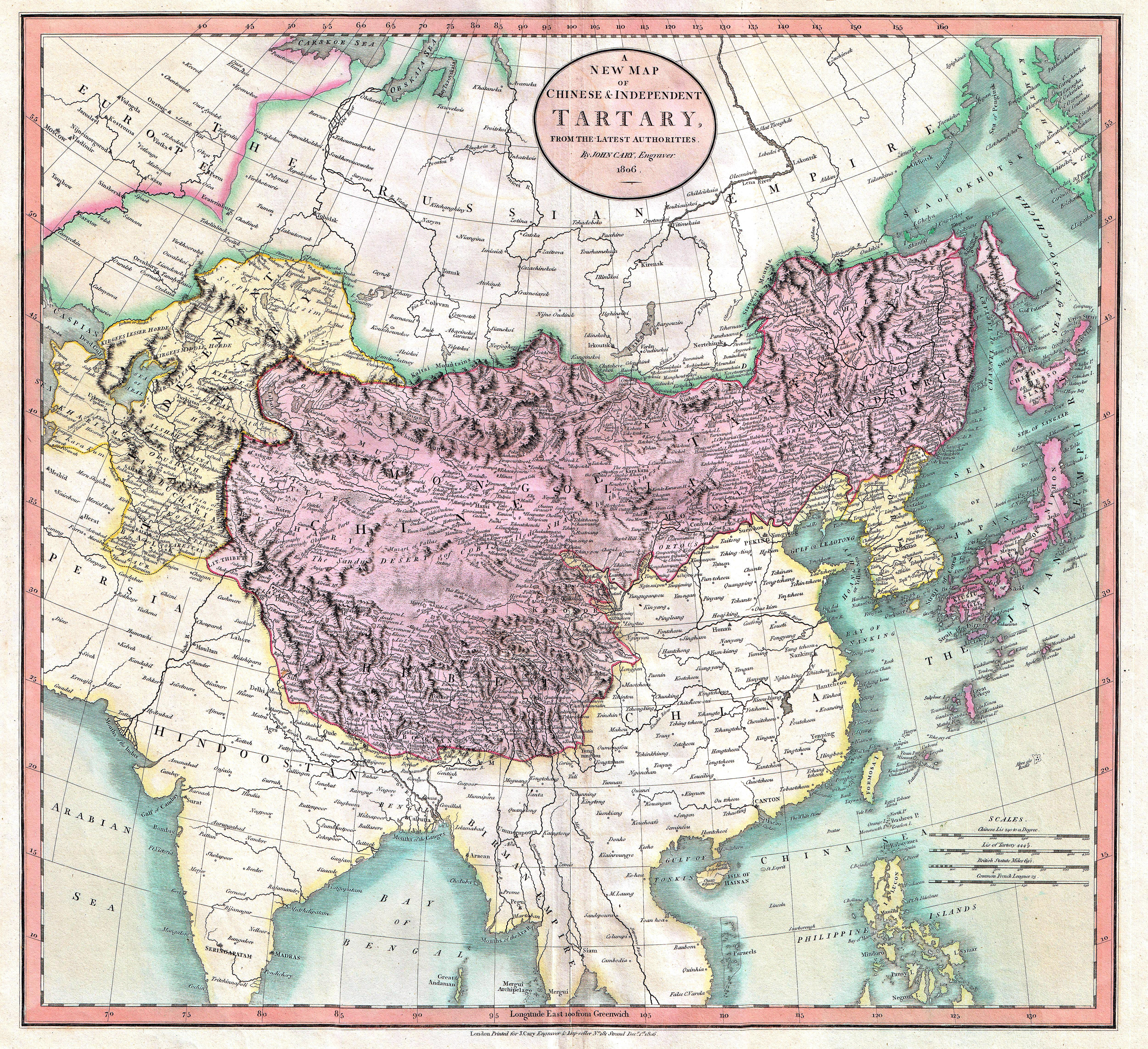
Harta Tătariei independente (în galben) și a Tătariei chineze (în violet), în 1806.

Tartaria sau Tărtăria (în latină Tartaria, în franceză Tartarie, în germană Tartarei, în rusă Тартария, transliterat: Tartariia) sau Tataria / Tătaria (în rusă Татария, transliterat: Tatariia) a fost un termen general utilizat în literatura vest-europeană și cartografie pentru o mare parte din Asia delimitată de Marea Caspică, Munții Ural, Oceanul Pacific și granițele nordice ale Chinei, Indiei și Persiei, într-o perioadă în care această regiune era în mare parte necunoscută geografilor europeni. 
Utilizarea activă a toponimului (numele locului) poate fi urmărită din secolele al XIII-lea până în secolele al XIX-lea. În sursele europene, Tartaria a devenit cel mai comun nume pentru Asia Centrală, care nu avea nicio legătură cu adevăratele politici sau grupuri etnice ale regiunii; până în secolul al XIX-lea, cunoștințele europene despre zonă au rămas extrem de rare și fragmentare. În tradiția modernă de limbă engleză, regiunea cunoscută anterior ca Tartaria este de obicei numită Asia Interioară sau Eurasia Centrală. O mare parte din această zonă este formată din câmpii aride, iar principala sa populație în trecut era nomadă  și se ocupa cu creșterea animalelor.
Ignoranța în privința folosirii termenului Tartaria ca nume de loc a dat naștere unor teorii ale conspirației, inclusiv idei despre un „trecut ascuns” și „inundații de noroi”. Astfel de teorii afirmă că Tartaria (sau „Imperiul Tartarian”) a fost o civilizație pierdută, cu tehnologie și cultură avansate. Aceste teorii ignoră istoria bine documentată a Asiei, la care se referă Tartaria. În prezent, regiunea Tartaria se întinde din centrul Afganistanului până la nordul Kazahstanului, precum și zone din actuala Mongolie, China și Orientul Îndepărtat al Rusiei denumite ca „Tartaria Chineză”.

## Geografie și istorie

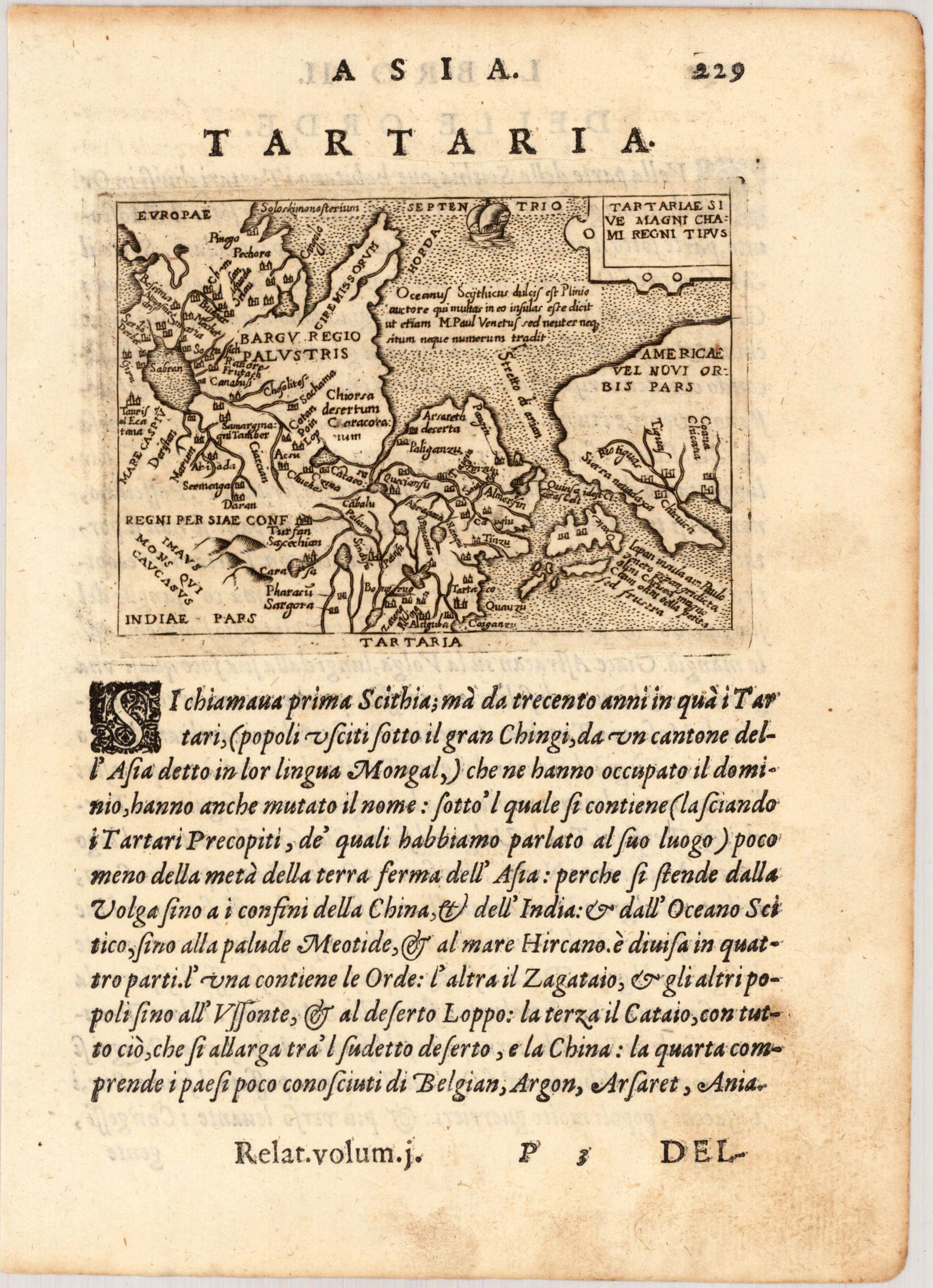
Harta Tartariei si descrierea sa de în „Relationi universali” (Brescia, 1599).

Cunoștințele în Europa înainte de secolul al XVIII-lea despre Manciuria, Siberia și Asia Centrală erau limitate. Întreaga zonă era cunoscută pur și simplu sub denumirea de „Tartaria”, iar locuitorii săi ca „tătari”. În perioada modernă timpurie, pe măsură ce înțelegerea geografiei a crescut, europenii au început să subdivizeze Tartaria în secțiuni cu prefixe care indică numele puterii conducătoare sau locația geografică. Astfel, Siberia era Marea Tartarie sau Tartaria Rusă, Hanatul Crimeea era Mica Tartarie, Manciuria era Tartaria Chineză, iar vestul Asiei Centrale (înainte de a deveni Asia Centrală Rusă) a fost cunoscut ca Tătăria Independentă.   Până în secolul al XVII-lea, în mare măsură sub influența scrierilor misionare catolice, cuvântul „tătar” a ajuns să se refere la poporul Manchu⁠(d) și ținuturile pe care le stăpâneau ca „Tartaria”.
Opiniile europene despre zonă au fost adesea negative și reflectau moștenirea invaziilor mongole care au provenit din această regiune. Termenul a apărut în urma devastării pe scară largă realizată de Imperiul Mongol. Adăugarea unui „r” în plus la „Tătar” a dus la denumirea de Tartar, un tărâm asemănător Iadului în mitologia greacă. În secolul al XVIII-lea, concepțiile despre Siberia sau Tartaria și despre locuitorii săi ca „barbari” de către scriitorii din epoca iluminismului s-au legat de conceptele contemporane de civilizație, sălbăticie și rasism.
Europenii au avut însă și opinii mai pozitive. Unii au văzut în Tartaria o posibilă sursă de cunoaștere spirituală separată de societatea europeană contemporană. În Five Years of Theosophy, editat de teosoful și savantul G.R.S. Mead⁠(d), polihistorul și „clarvăzătorul” Emanuel Swedenborg este citat cu sfatul: „Căutați Cuvântul pierdut printre hierofanții din Tartaria, China și Tibet”.

### Declin
Utilizarea termenului a scăzut pe măsură ce regiunea a devenit mai cunoscută geografilor europeni; cu toate acestea, termenul a fost folosit mult timp în secolul al XIX-lea. Datele etnografice culese de misionarii iezuiți din China au contribuit la înlocuirea „Tartariei chineze” cu Manciuria în geografia europenilor până la începutul secolului al XVIII-lea. Călătoriile lui Egor Meyendorff și Alexander von Humboldt în această regiune au dat naștere termenului de Asia Centrală la începutul secolului al XIX-lea, precum și termeni suplimentari precum Asia interioară și expansionismul rusesc a dus la inventarea termenului „Siberia” pentru jumătatea asiatică a Imperiului Rus.
În secolul al XX-lea, Tartaria ca termen pentru Siberia și Asia Centrală a devenit învechit. Cu toate acestea, a dat titlul cărții lui Peter Fleming din 1936, News from Tartary („Știri din Tătaria: O călătorie din Peking în Kașmir”), care detalia călătoriile sale în Asia Centrală.

## Teoria conspirației
Interpretările greșite ale Tartariei ca un imperiu distinct de Imperiul Mongol sau ca un nume arhaic pentru Asia Centrală au dat naștere unei teorii a conspirației care pretinde existența unui „Imperiu Tartarian” avansat în trecut.